# Säter (Gemeinde)
Koordinaten: 60° 21′ N, 15° 45′ O

Säter ist eine Gemeinde (schwedisch kommun) in der schwedischen Provinz Dalarnas län und der historischen Provinz Dalarna. Der Hauptort der Gemeinde ist Säter.

## Persönlichkeiten
- Olof Schwan (1744–1812), Orgelbauer
- Johan Filip Nordlund (1875–1900), Massenmörder